# Catedral de Frisinga

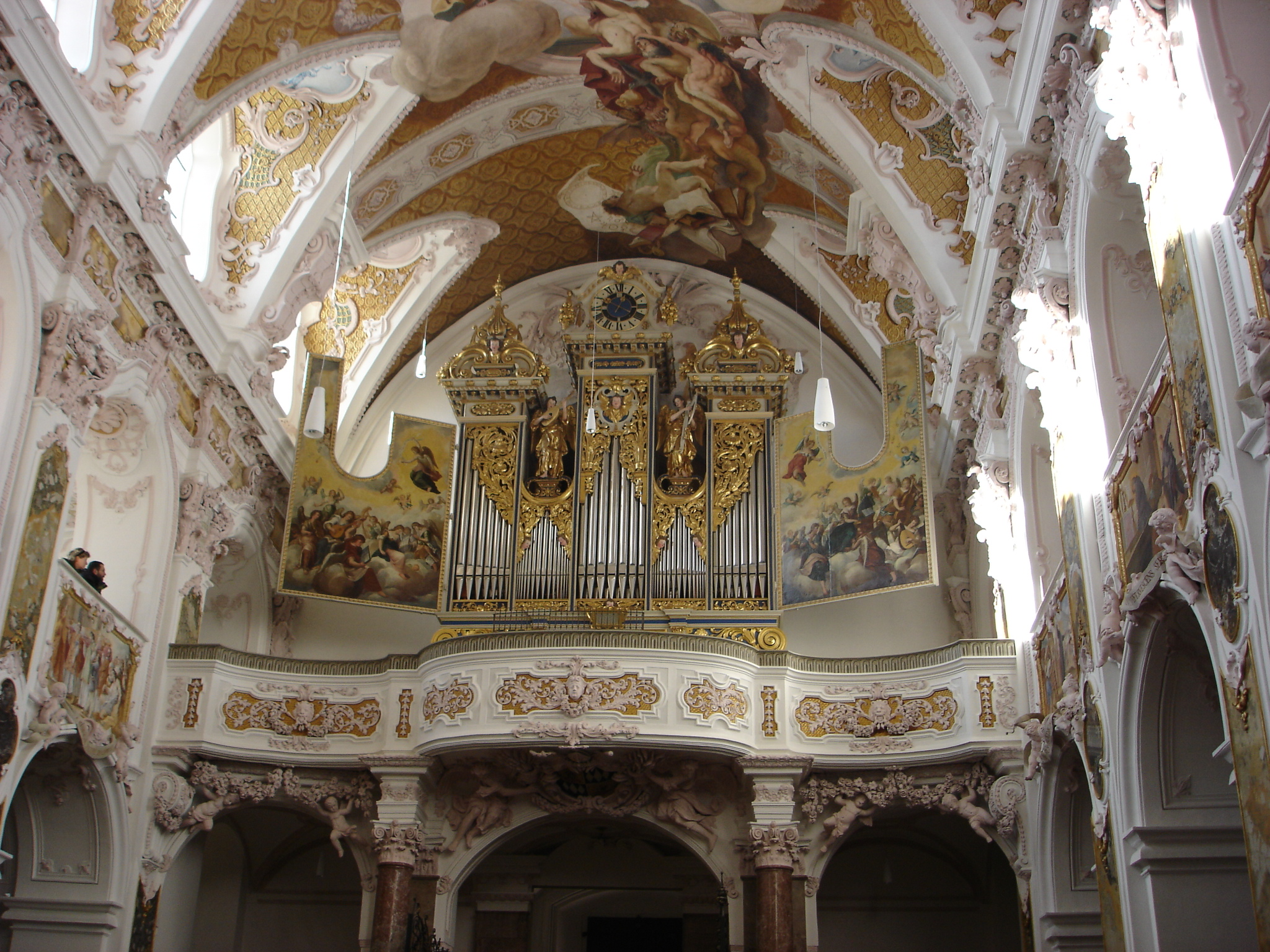
Interior de la Catedral de Frisinga: Órgano y decoración rococó de 1724.

La catedral de Frisinga, también llamada catedral de Santa María y San Corbiniano (de modo no oficial, en alemán: Mariä Geburt – Dom, catedral de la Natividad de María), es una basílica de arte románico situada en Frisinga, Baviera.
Fue la sede del Principado-Obispado de Frisinga, uno de los estados eclesiásticos del Sacro Imperio Romano Germánico hasta su disolución en 1803. A partir de la creación de la Archidiócesis de Múnich y Frisinga en 1817, la sede arzobispal se trasladó a Múnich, a la Catedral de Nuestra Señora de Múnich, dejando a la antigua sede el estatus actual de concatedral a instancias del antiguo arzobispo de Múnich y Frisinga, el cardenal Joseph Ratzinger, papa Benedicto XVI. Es usada por los arzobispos de Múnich y Frisinga para la ordenación de los sacerdotes de la archidiócesis, en vez de la Catedral de Nuestra Señora de Múnich, quizá por la conexión de Frisinga con su seminario y la Universidad de Teología y Filosofía de Frisinga, donde el papa Benedicto XVI estudió Teología católica y filosofía de 1946 a 1951.

## Historia
Los antecedentes de la catedral de Frisinga datan de la misma evangelización de la zona a cargo del santo fundador, San Corbiniano, siendo el año 724 el hito fundacional de la primitiva abadía benedictina de Santa María de Frisinga. Después del gran incendio ocurrido el Domingo de Ramos (5 de abril) de 1159 que destruyó la basílica-catedral original, mandada construir por el obispo Anno a mediados del siglo IX, se inició inmediatamente la reconstrucción de la misma a partir 1159 en adelante, y fue consagrada en 1250. La Catedral de Santa María de Frisinga fue la primera gran estructura de ladrillo que se construyó al norte de los Alpes desde los tiempos antiguos.
La cubierta plana de estilo arquitectónico románico fue sustituida por la actual cubierta de estilo gótico entre los años 1481-1483. Durante el primer barroco (siglo XVII), fueron retiradas las nervaduras góticas del techo y durante los trabajos de renovación realizados por el milenario de la fundación fue realizada la decoración rococó del interior (1724), una obra de los hermanos Asam: Cosmas Damian Asam y Egid Quirin Asam. Estos frescos rococós fueron malamente restaurados en la década de los años 1920 y recuperados en la renovación general del año 2006, eliminando químicamente el color añadido y la humedad que dañaban los frescos originales. El 14 de septiembre de 2006 el papa Benedicto XVI visitó Frisinga, al final de su viaje a Alemania y se reunió en la catedral con el clero de su antiguo arzobispado.

## Arquitectura
La anterior basílica de tres naves, construida en una de las dos colinas (la Domberg, la montaña de la Catedral) que dominan la ciudad de Frisinga, fue sustituida en ladrillo por la actual basílica catedral. Tiene cinco naves de 78 metros de longitud interior y la sobria fachada principal cuenta con dos torres de 56 metros de altura, pintadas de blanco en 1724.
La tumba de San Corbiniano, el santo patrono de la ciudad y del arzobispado, se encuentra en la cripta de la catedral, que es su principal santuario. En el centro de esta cripta se encuentra una de las esculturas románicas más distinguidas de Europa: la llamada Bestiensäule (la columna de las bestias), tallada en piedra en la Alta Edad Media.